# Biserica Greco-Catolică Ruteană
Biserica Greco-Catolică Ruteană este o biserică de rit bizantin care a luat ființă prin Uniunea de la Ujhorod din anul 1646. Întâistătătorul acestei biserici este episcopul Eparhiei de Muncaci, cu sediul la Ujhorod.

## Episcopi
- 1944-1947: Teodor Romja, ucis de NKVD, beatificat de papa Ioan Paul al II-lea în anul 2001